# Sylvia Riestra
 Sylvia Riestra  (Montevideo, 23 de desembre de 1958) és una escriptora i professora uruguaiana.
El 1983 va obtenir un primer esment especial al concurs de poesia Premi Imagonías de l'Editorial Imago. Ha publicat llibres de divulgació, crítica literària i poesia. També ha intervingut amb poemes, notes crítiques, i reportatges, en diaris, revistes i llibres del seu país i de l'estranger.

## Llibres
- 1983, Estruendo mudo. En "Antología 83".
- 1987, Ocupación del miedo.
- 1989, La casa emplumada.
- 2002, Entre dos mares.
- 2002, Palabras de rapiña.
- 2006, Sincronías y celebraciones.
- 2008, Tramas de la mirada.

## Premis
Su poesía fue premiada por La Casa del Autor Nacional, la Intendencia de Montevideo, la Universidad de la República, la Feria Nacional de Libros y Grabados, el Ministerio de Educación y Cultura de Uruguay y amb el Premi Fraternidad de la B'nai B'rith Uruguai.